# Biblioteca online din Europa Centrală și de Est
Biblioteca online din Europa Centrală și de Est (Central and Eastern European Online Library, CEEOL) este un depozit găzduit în cloud de documente indexate cu text integral din domeniile publicațiilor umaniste și științe sociale din și despre Europa Centrală și de Est. Colecțiile includ surse în limba maternă din și despre științele umaniste și sociale din Europa Centrală, de Est și de Sud-Est sub formă de articole de jurnal, cărți electronice și literatură gri.
Biblioteca online CEEOL conține lucrări de antropologie, cultură și societate, economie, studii de gen, istorie, studii iudaice, arte frumoase, literatură, lingvistică, științe politice și științe sociale, filozofie, religie, drept și altele.
Actualizată zilnic, numărul de articole din biblioteca online CEEOL crește cu aproximativ 4.000 în fiecare lună. Un număr semnificativ de reviste incluse sunt reprezentate cu o colecție completă de arhivă. Dezvoltarea colecției de cărți electronice CEEOL a început în 2016, oferind un număr din ce în ce mai mare de cărți electronice, precum și liste ale editurilor. Proiectul Colecția de literatură gri CEEOL oferă cercetătorilor acces la peste 4.000 de articole de literatură gri.

## Istorie
CEEOL poate fi considerată succesorul virtual al lui Palais Jalta – Ost/West Europäisches Kulturzentrum eV (Centrul Cultural Est/Vest European „Palais Jalta”), o organizație non-profit, care a organizat un număr semnificativ de simpozioane, dezbateri politice și culturale, și expoziții între 1989-2003, cu accent pe societățile din Europa Centrală, de Est și de Sud-Est, culturile și problemele acestora. 
Biblioteca online din Europa Centrală și de Est (CEEOL) a fost fondată în noiembrie 1999 și a fost operată până la sfârșitul anului 2015 de Questa. A fost relansat la 1 ianuarie 2016 ca un depozit complet nou, reamenajat, bazat pe cloud și operat de Central and Eastern European Online Library GmbH (CEEOL GmbH) din Frankfurt pe Main, Germania.
În 2018, CEEOL a avut 1,3 milioane de cititori, iar site-ul a avut 3,9 milioane de vizualizări de pagini. În ianuarie 2022, CEEOL a oferit acces la peste 799.000 de articole full-text indexate și arhivate furnizate de 2.530 de reviste de științe umaniste și sociale, publicate de 1.320 de edituri. Pentru cercetători, studenți și persoane fizice, Biblioteca online din Europa Centrală și de Est oferă acces direct și descărcare a conținutului inclus în acces deschis în peste 35 de limbi (printre care și română, rusă, franceză, germană, ucraineană, maghiară etc).

## Baza de date
Peste 2.600 de reviste de științe umaniste și sociale sunt disponibile la CEEOL. Sunt colectate în principal reviste publicate în Europa referitoare la Europa Centrală, de Est și de Sud-Est. Colecția cuprinde aproximativ 700 de periodice poloneze. Toate articolele sunt disponibile (descărcabile) în format pdf. Baza de date include publicații publicate în peste 50 de limbi, inclusiv limba: engleză, sârbă, croată, bosniacă, germană, poloneză, bulgară, română, cehă, slovacă, lituaniană, maghiară sau franceză.
Utilizatorii au acces la conținutul revistei la care este abonată instituția/biblioteca lor sau la cărțile electronice achiziționate de instituția lor. În plus, toți utilizatorii (înregistrați) au acces la conținutul cu acces deschis marcat cu pictograma „OA”.

## CEEOL Press
În 2020, CEEL a lansat editura CEEOL Press. Sarcina sa este de a publica cărți despre regiune și de a coopera cu autori și editori din Europa Centrală și de Est. Krisztina Kós a fost numită directoare a editurii. Editura publică cărți electronice cu opțiunea de tipărire la cerere. Toate cărțile electronice sunt disponibile la CEEOL.

## Premiul CEEOL
În 2021, CEEOL a început cooperarea cu Festival des mittel- und osteuropäischen Films prin plasarea cataloagelor festivalurilor și a materialelor de la simpozioane din 2001-2021 în acces liber. În 2022, extinzând cooperarea cu GoEast⁠(d), CEEOL a fondat premiul pentru cel mai bun film documentar. Pentru prima dată, premiul de 4.000 euro a fost acordat în cadrul celei de-a 22-a ediții a Festivalului din aprilie 2022. A fost premiat filmul regizorului ucrainean Taras Tomenko, Boney Piles (Терикони).

## Cooperare cu Wikipedia
În 2020, CEEOL a semnat un acord de cooperare cu Wikipedia. Datorită acestui fapt, editorii Wikipedia selectați vor avea acces deplin la materialele colectate în CEEOL.